# Higashiyodogawa
Higashiyodogawa (jap. 東淀川区 Higashiyodogawa-ku) – jedna z 24 dzielnic Osaki, stolicy prefektury Osaka. Dzielnica została założona 1 kwietnia 1925 roku. Położona jest w północno-wschodniej części miasta. Graniczy z dzielnicami Yodogawa, Kita, Miyakojima, Asahi, a także miastami Suita, Settsu i Moriguchi.
W dzielnicy znajduje się jedna z fabryk firmy Shiseido.